# Джон Моклі
Джон Ві́льям Мо́клі (англ. John William Mauchly; 30 серпня 1907 — 8 січня 1980) — американський фізик та інженер, один з творців першого у світі електронного комп'ютера ENIAC (1946). Працював викладачем електротехніки в Пенсільванському університеті у Філадельфії (США).

## Основні біографічні дані та освіта
Моклі народився 30 серпня 1907 року в Цинциннаті, штат Огайо. Дитинство пройшло у Чеві Чейз, штат Меріленд. До школи він пішов у Вашингтоні, де його батько працював фізиком у Департаменті земного магнетизму Інституту Карнегі. У 1925 році Джон отримав стипендію від штату Меріленд, яка дозволити йому навчатися в Університеті Джона Хопкінса в Балтиморі, штат Меріленд, закінчивши його в 1925 році. У 1927 році він вступив до докторантури, отримав докторський ступінь в 1932 році. Потім він викладав фізику в ряді різних коледжів і провів деякий час в Інституті Карнегі у Вашингтоні, де проводив дослідження з аналізу погоди. Незабаром він зрозумів, що для розрахунку прогнозів погоди необхідно дуже швидко опрацьовувати велику кількість даних, і почав шукати пристрої, які б допомогли у проведенні таких розрахунків.
До 1941 року Моклі викладав фізику в коледжі Ursinus поблизу Філадельфії. У цей час він цікавиться розвитком електронних обчислювальних машин, який поєднує у собі досягнення в галузі фізики і техніки.

## Електронний цифровий інтегратор і комп'ютер (ENIAC)
У 1942 році Моклі запропонував створити ЕОМ, підкресливши величезну перевагу в швидкості, що може бути досягнуто за допомогою цифрової електроніки без рухомих частин. Лейтенант Герман Голдстайн запропонував Моклі написати офіційну пропозицію. У квітні 1943 року Міністерство оборони США та університет домовилися про будівництво ENIAC. Моклі спланував будову пристрою, а Екерт виконав створення та налагодження ENIAC. Через здатність для швидкого обчислення, ENIAC міг вирішити проблеми, які раніше були нерозв'язними — він був приблизно в 1000 разів швидшим, ніж існуючі технології того часу. Він міг би додати 5000 чисел за одну секунду. Був перероблений в 1948 році для того, щоб бути в змозі використати збережені програми, з деякою втратою швидкості.
Отриманий при розробці машин досвід Моклі узагальнив у вигляді основних принципів побудови ЕОМ. Вони були викладені у звіті, складеному спільно з Г. Голдстайном і А. Беркс в 1946 році і покладені в основу ЕОМ, керівником розробки якої став Джон фон Нейман. Матеріали звіту не публікувалися у відкритій пресі до кінця 1950-х років, але були передані деяким фірмам США і Великої Британії. Популярність фон Неймана як великого вченого відіграла свою роль — викладені ним принципи і структура ЕОМ стали називатися фоннейманівськими, хоча їх співавторами були також Моклі і Джон Преспер Екерт.
У 1948 Моклі і Екерт заснували компанію «Eckert-Mauchly Computer Corporation» для виробництва комп'ютерів, і через рік представили обчислювальну машину BINAC, яка для введення інформації замість перфокарт вперше використовувала магнітну стрічку. У 1950 році їхня фірма була придбана компанією Remington Rand (пізніше Sperry Rand).
У 1949 році в Філадельфії під керівництвом Моклі створено Short Code — один з перших примітивних інтерпретаторів мови програмування.
У період з 1946 по 1951 року спільно з Еккертом працював над комп'ютером UNIVAC I, який став першим комерційно доступним комп'ютером. У цей час у Моклі виникла ідея навчити комп'ютер сприймати алгебраїчні рівняння в їх традиційному вигляді. Проте повною мірою реалізувати її не вдалося, тому що знаки математичних дій, як і раніше доводилося замінювати на їх чисельні коди.
У 1952 р. вони завершили роботу над комп'ютером EDVAC.
Результати діяльності Моклі і Еккерта вплинули на появу в 1953 році першого електронного комп'ютера IBM.
Надалі Моклі займав керівні пости в цілому ряді проектів і компаній. У 1959—1965 займав пост президента Mauchly Associates, Inc., в 1965—1969 — голова правління цієї компанії, В 1968—1980 — президент Dynatrend Inc., У 1970—1980 — президент Marketrend Inc.
За досягнення на комп'ютерному терені Моклі був удостоєний багатьох нагород.
Дружиною Моклі була Кетлін Макналті, яка свого часу працювала однією з програмісток ENIAC.
Варто звернути увагу, що у багатьох джерелах прізвище Моклі (Mauchly) неправильно перекладено як «Мочлі».